# As You Drown
Gli As You Drown (conosciuti precedentemente come Ethereal) sono un gruppo death metal svedese, formatosi nella città di Borås nell'inverno del 2003.

## Storia
Tra il 2003 e il 2005, iniziando con il nome Ethereal, la band ha pubblicato dei demo grazie ai quali è riuscita a suonare in supporto di altre band metal europee come gli Entombed e i Vader.
Nel 2005, il cantante Åkerström ha deciso di concentrarsi principalmente sulla chitarra, lasciando il ruolo di cantante e frontman a Christopher Ranasen. Nello stesso anno si è inserito nel gruppo anche il bassista Robert Karlsson in sostituzione di Persson, il quale ha lasciato la band per andare a studiare in Giappone. Con la formazione così solidificata la band ha potuto affinare e perfezionare il suo sound, considerato un mix della ferocia tecnica dei Behemoth e della potenza heavy dei Morbid Angel. Nel 2007 gli Ethereal hanno pubblicato un demo intitolato, appunto, Demo 2007. Nel 2008, tuttavia, il cantante è stato nuovamente rimpiazzato con l'ex-frontman degli Shadowbuilder Henrik Blomqvist. Con un nuovo progetto sotto mano e una nuova formazione, la band ha deciso di cambiare il nome da Ethereal ad As You Drown. Nel 2009 la band rinnovata ha pubblicato l'album studio di debutto, Reflection, distribuito in Europa e negli Stati Uniti dall'etichetta Metal Blade Records, con la quale hanno tuttora un contratto.
Nel 2010 il gruppo ha affrontato un tour in Europa, principalmente come supporto della band death metal polacca Vader.
Il 7 ottobre 2011 hanno pubblicato il secondo album studio, intitolato Rat King.

## Discografia
- Reflection (2009)
- Rat King (2011)[3]

## Formazione attuale
- Henrik Blomqvist - Voce (2008-attuale)
- Mikael Åkerström - Chitarra (2003-attuale)
- Simon Exner - Chitarra (2003-attuale)
- Robert Karlsson - Basso (2008-attuale)
- Martin Latvala - Batteria (2003-attuale)

## Ex-membri
- Christopher Ranasen - Voce (2005-2008)
- Persson - Basso (2005-2007)